# Ja'far Sobhani
 (juillet 2025).
Le contenu est difficilement compréhensible vu les erreurs de traduction, qui sont peut-être dues à l'utilisation d'un logiciel de traduction automatique.
Jafar Sobhani (persan : جعفر سبحانی) est un théologien Iranien né à Tabriz le 9 avril 1929. Il est grand ayatollah du chiisme duodécimain. Sobhani est un ancien membre de la Société des enseignants aux séminaires de Qom (en) et fondateur de l'institut de l'imam Sadiq à Qom,.

## Éducation
Ja'far Sobhani a appris la littérature arabe, les principes de la jurisprudence islamique au séminaire islamique. En 1946, il est allé au séminaire islamique de Qom. Au séminaire islamique, il participe à des cours de professeurs célèbres de fiqh, tafsir et philosophie, parmi lesquels Hossein Tabatabai Borujerdi, Rouhollah Khomeini et enfin Muhammad Husayn Tabataba'i pendant près de 15 ans.

## Activités
- Conférencier et érudit du Séminaire islamique de Qom en Fiqh, Principes de Fiqh, histoire et études théologiques[4]
- Fondateur et directeur du magazine Maktabe Islam
- Fondateur et directeur du magazine Kalaame Islami
- Création d'un institut de recherche théologique connu sous le nom d' Institut Imam Sadiq[2]
- Participation à la rédaction de la Constitution de la République islamique d'Iran[5]
- Écrivain d'une interprétation thématique du Coran
- Création du domaine d'Ilm al-Kalam au séminaire de Qom

## Positions politiques
En juillet 2009, Ja'far Sobhani appelle l'Organisation de la conférence islamique à prendre position en faveur des Ouïghours, contre le gouvernement chinois.

### Articles Connexes
- Marja-e taqlid
- Chiisme duodécimain
- Rouhollah Khomeini
- Fiqh
- Qom
- Constitution de l'Iran